# المسيولة (إب)

تعديل مصدري - تعديل

المسيولة محلة تابعة لقرية الوهارى، التابعة لعزلة المقاطن بمديرية إب إحدى مديريات محافظة إب في الجمهورية اليمنية.، بلغ تعداد سكانها 96 حسب تعداد اليمن لعام 2004.